# Prae
Prae („început”, în limba latină) este un microcalculator personal românesc produs la  Institutul de Tehnică de Calcul (ITC), filiala Cluj-Napoca, în anii 80 (cca. 200 bucăți).
Cercetările și procedurile de fabricare au fost conduse de Miklós Patrubány, calculatorul Prae 1000 fiind lansat la finalul anului 1983 și băgat în producția de serie.